# Alphonse Six
Pour les articles homonymes, voir Six (homonymie).
Alphonse Six, né à Bruges le 1er janvier 1890 et mort à Boutersem le 19 août 1914, est un footballeur international belge actif avant la Première Guerre mondiale.

## Biographie
Il a évolué comme attaquant au Cercle Bruges KSV et en équipe de Belgique avant la Première Guerre mondiale.
Au début du mois d'août 1914, les Allemands ont envahi la Belgique et Alphonse Six a été appelé aux armes. Après la chute de Liège, le roi Albert Ier fait retirer les troupes à Anvers. Au cours de cette manœuvre, les troupes belges ont été encerclées par les Allemands près de Boutersem. Six et ses compagnons ont été tués le 19 août, deux semaines seulement après le début des hostilités.

## Statistiques
| Saison                | Club                  | Championnat           | Championnat | Championnat | Coupe(s) nationale(s) | Coupe(s) nationale(s) | Total | Total |
| Saison                | Club                  | Division              | M.          | B.          | M.                    | B.                    | M.    | B.    |
| 1907-1908             | R. CS Brugeois        | Division 1            | 12          | 1           | 0                     | 0                     | 12    | 1     |
| 1908-1909             | R. CS Brugeois        | Division 1            | 15          | 2           | 0                     | 0                     | 15    | 2     |
| 1909-1910             | R. CS Brugeois        | Division 1            | 18          | 27          | 0                     | 0                     | 18    | 27    |
| 1910-1911             | R. CS Brugeois        | Division 1            | 20          | 38          | 0                     | 0                     | 20    | 38    |
| 1911-1912             | R. CS Brugeois        | Division 1            | 22          | 24          | 2                     | 1                     | 24    | 25    |
| 1912-1913             | Union saint-gilloise  | Division 1            | -           | -           | -                     | -                     | 0     | 0     |
| 1912-1913             | Union saint-gilloise  | Division 1            | -           | -           | -                     | -                     | 0     | 0     |
| 1914                  | Olympique lillois     | Division 1            | -           | -           | -                     | -                     | 0     | 0     |
| Total sur la carrière | Total sur la carrière | Total sur la carrière | 87          | 92          | 2                     | 1                     | 89    | 93    |

## Palmarès
- Champion de Belgique en 1911 avec le Cercle Bruges KSV
- Champion de France USFSA en 1914 avec l'Olympique lillois
- Vainqueur du Trophée de France en 1914 avec l'Olympique lillois
- Meilleurs buteurs du championnat de Belgique de football en 1911 (40 buts)

## Carrière internationale
Alphonse Six compte neuf sélections en équipe nationale belge, pour un total de huit buts, dont trois lors d'un match contre la France joué à Gentilly en 1910. Il dispute son premier match avec les « Diables Rouges » le 13 mars 1910 lors d'un match amical contre les Pays-Bas dont il inscrit le but de la victoire à une minute de la fin de la prolongation. Sa dernière rencontre internationale a lieu le 20 février 1912 contre la Suisse, que la Belgique remporte 9-2 avec deux buts de Six.
Le tableau ci-dessous reprend toutes les sélections d'Alphonse Six. Le score de la Belgique est toujours indiqué en gras.
| Date       | Compétition  | Adversaire         | Lieu       | Score | Remarque                      |
| ---------- | ------------ | ------------------ | ---------- | ----- | ----------------------------- |
| 13/03/1910 | Match amical | Pays-Bas           | Anvers     | 3-2   | 119e (3-2)                    |
| 26/03/1910 | Match amical | Angleterre amateur | Bruxelles  | 2-2   | 25e (1-1)                     |
| 03/04/1910 | Match amical | France             | Gentilly   | 0-4   | 27e (0-1) 70e (0-2) 85e (0-4) |
| 10/04/1910 | Match amical | Pays-Bas           | Haarlem    | 7-0   |                               |
| 04/03/1911 | Match amical | Angleterre amateur | Londres    | 4-0   |                               |
| 02/04/1911 | Match amical | Pays-Bas           | Dordrecht  | 3-1   | 36e (2-1)                     |
| 23/04/1911 | Match amical | Allemagne          | Liège      | 2-1   |                               |
| 28/01/1912 | Match amical | France             | Saint-Ouen | 1-1   |                               |
| 20/02/1912 | Match amical | Suisse             | Anvers     | 9-2   | 39e (4-0) 42e (6-0)           |

## Sélection régionale
Bien que de nationalité belge, Alphonse Six sera sélectionné pour faire partie des Lions des Flandres, sélection de la Flandre française en 1913-1914. Il est en effet domicilié à Lille à cette époque car il joue pour l'Olympique lillois. Il inscrit notamment le deuxième but du match opposant les Lions à la Ligue de football association parisienne le 4 janvier 1914.